# 江蘇天瑞儀器
江蘇天瑞儀器（英: Jiangsu Skyray Instrument）は中華人民共和国の江蘇省崑山市にある分析機器や医療機器を開発、製造する企業。Skyrayのブランドで知られる。

## 概要
1992年に設立され、現在は蛍光X線分光計等の分析機器を製造、販売する。現在では中国を代表する分析機器メーカーの一社で輸出に力を入れる。2011年1月25日に深圳証券取引所に上場した。

## 沿革
- 1992年 - 設立。
- 2011年 - 深圳証券取引所に上場

## 主な製品
- 蛍光X線分光計
- クロマトグラフィー
- 質量分析
- 医療機器